# Celastrale
Celastralele (Celastrales) este un ordin de de plante lemnoase (arbori, arbuști, liane), rar ierboase, cu frunze dispuse altern sau opus, simple, uneori compuse, cu sau fără stipele. Celastralele au florile actinomorfe, tetramere sau pentamere, de regulă tetraciclice (în 4 cicluri), hermafrodite (rar unisexuate), dialipetale, cu periant dublu, dialifil (uneori sepalele, mai rar petalele, sunt unite), stamine în număr egal cu petalele sau mai puține, androceu izomer, 1 (-3)-ciclic (când există un singur ciclu, un ciclu de stamine episepale, staminele sunt alternipetale); disc nectarifer bine dezvoltat intrastaminal (uneori); gineceu sincarp, din 2-5 carpele, cu ovarul superior; ovule (1-2 per lojă) anatrope, 2 (-l)-integumentate, crasinucelate (rar tenuinucelate), în placentație apicală sau axilară (rar bazală). Fructe simple, variate (mai frecvent capsule ori drupe); ovule anatrope, cu 1-2 integumente, crasinucelate sau tenuinucelate; semințe cu endosperm (bogat în ulei) sau lipsește. La unele familii apar vase laticifere (ex. Celastraceae). Polenizarea este entomofilă. Ordinul cuprinde 2 familii: Celastraceae și Lepidobotryaceae.